# Ghita Beltman
Ghita Beltman, née le 5 avril 1978 à Slagharen est une coureuse cycliste néerlandaise.

## Biographie
Ghita Beltman est la sœur benjamine de Chantal Beltman (née comme elle à Slagharen en 1976), également cycliste entre 1995 et 2009. Elles ont concouru quatre ans ensemble (2000 à 2003), deux ans chez Rabobank et deux ans chez Acca-Due-O,.

## Palmarès sur route
- 1994
  - 2e du championnat des Pays-Bas sur route juniors
- 1995
  - 's-Heerenberg
  - 3e du championnat des Pays-Bas sur route juniors
- 1996
  - Championne des Pays-Bas sur route juniors
  - 2e du championnat des Pays-Bas du contre-la-montre juniors
- 1999
  - 2e de Noordwijk
  - 3e de RaboSter Zeeuwsche Eilanden
- 2000
  - 2e de Ster van Zeeland
  - 3e de Uithoorn
  - 3e de Zoetermeer
- 2001
  - 's-Heerenberg
- 2002
  - 3e du GP Carnevale d'Europa
- 2003
  - 3e étape du Tour de l'Aude
  - 3e étape du Tour de Drenthe
  - 2e du Tour de Drenthe
  - 2e du Circuit de Borsele
  - 2e de Acht van Chaam
- 2004
  - 5e étape du Tour de l'Aude
  - 2e du GP Groenen Groep

## Palmarès sur piste
- 1995
  - 3e du championnat des Pays-Bas de poursuite juniors